# ネイバーフッズ
『ネイバーフッズ』 (Neighborhoods) は、アメリカのポップ・パンクバンド、ブリンク 182の6枚目のアルバム。DGCレコードとインタースコープ・レコードから2011年9月27日にリリースされた。2005年に無期限活動休止を発表し2009年に活動再開した。そして実に8年ぶりにアルバムを発売した。

## 収録曲
1. ゴースト・オン・ザ・ダンス・フロア - Ghost on the Dance Floor - 4:17
2. ネイティヴス - Natives - 3:55
3. アップ・オール・ナイト - Up All Night - 3:20
4. アフター・ミッドナイト - After Midnight - 3:25
5. ハーツ・オール・ゴーン - "Heart's All Gone - 3:15
6. ウィッシング・ウェル - Wishing Well - 3:20
7. カレイドスコープ - Kaleidoscope - 3:52
8. ディス・イズ・ホーム - This Is Home - 2:46
9. MH 4.18.2011 - MH 4.18.2011 - 3:27
10. ラヴ・イズ・デンジャラス - Love Is Dangerous - 4:27

- デラックス・エディション

1. ゴースト・オン・ザ・ダンス・フロア - Ghost on the Dance Floor - 4:17
2. ネイティヴス - Natives - 3:55
3. アップ・オール・ナイト - Up All Night - 3:20
4. アフター・ミッドナイト - After Midnight - 3:25
5. スネイク・チャーマー - Snake Charmer - 4:27
6. ハーツ・オール・ゴーン・インタールード - Heart's All Gone Interlude - 2:02
7. ハーツ・オール・ゴーン - Heart's All Gone - 3:15
8. ウィッシング・ウェル - Wishing Well - 3:20
9. カレイドスコープ - Kaleidoscope - 3:52
10. ディス・イズ・ホーム - This Is Home - 2:46
11. MH 4.18.2011 - MH 4.18.2011 - 3:27
12. ラヴ・イズ・デンジャラス - Love Is Dangerous - 4:27
13. ファイティング・ザ・グラヴィティ - Fighting the Gravity - 3:42
14. イーヴン・イフ・シー・フォールズ - Even If She Falls - 3:00